# 프랭클린 팽본
프랭클린 팽본(Franklin Pangborn, 1889년 1월 23일 ~ 1958년 7월 20일)은 미국의 배우, 텔레비전 배우, 연극 배우, 영화배우이다.

## 영화
- 마이 드림 이즈 유어스 (1949년)
- 로맨스 온 더 하이 시스 (1948년)
- 해롤드 디들벅의 원죄 (1947년)
- 아윌 비 유어스 (1947년)
- 투 가이스 프럼 밀워키 (1946년)
- 러버 컴 백 (1946년)
- 마이 베스트 갤 (1944년)
- 정복 영웅의 환영 (1944년)
- 스테이지 도어 캔틴 (1943년)
- 레버릴 위드 비벌리 (1943년)
- 히스 버틀러스 시스터 (1943년)
- 팜 비치 스토리 (1942년)
- 나우 보이저 (1942년)
- 설리반의 여행 (1942년)
- 뉴올리언스의 불빛 (1941년)
- 터너바웃 (1940년)
- 히트 퍼레이드 오브 1941 (1940년)
- 스프링 퍼레이드 (1940년)
- 뱅크 딕 (1940년)
- 브로드웨이 세레나데 (1939년)
- 저스트 어라운드 더 코너 (1938년)
- 닥터 리듬 (1938년)
- 케어프리 (1938년)
- 매드 어바웃 뮤직 (1938년)
- 라이프 오브 더 파티 (1937년)
- 기브 어스 디스 나잇 (1936년)
- 쓰리 스마트 걸스 (1936년)
- 마이 맨 갓프리 (1936년)
- 슬픔은 그대 가슴에 (1934년)
- 삶의 설계 (1933년)
- 플라잉 다운 투 리오 (1933년)
- 써니 (1930년)
- 멍청이 (1930년)
- 마이 프렌드 프롬 인디아 (1927년)
- 나이트 브라이드 (1927년)
- 더 크래들 스내처스 (1927년)